# Марьинка (Моховская волость)
Марьинка — деревня в Куркинском районе Тульской области России.
В рамках административно-территориального устройства относится к Моховской волости Куркинского района, в рамках организации местного самоуправления включается в Самарское сельское поселение.

## География
Расположена в 19 км к западу от райцентра, посёлка городского типа Куркино, в 103 км к юго-востоку от областного центра, г. Тулы. 
В 6 км к северо-западу находится деревня Моховое (центр волости), в 1 км к северо-западу — деревня Александровка, в 1,5 км к юго-западу — деревня Крутое.

## Население
| 2002 | 2010 |
| ---- | ---- |
| 111  | ↘91  |

## История
С 2006 до 2013 гг. деревня входила в Сергиевское сельское поселение.